# Championnat d'Équateur de football 1990
Navigation
Saison précédente Saison suivante
La saison 1990 du Championnat d'Équateur de football est la trente-deuxième édition du championnat de première division en Équateur.
Douze équipes prennent part à la Série A, la première division. Le championnat se déroule en quatre phases. La première voit les équipes regroupées au sein d'une poule unique où elles s'affrontent deux fois, à domicile et à l'extérieur. Les quatre premiers se qualifient pour la 3e phase, le dernier est relégué en Série B. La seconde phase se déroule avec les douze équipes, réparties en deux poules, dont les deux premiers obtiennent leur billet pour la 3e phase. La troisième phase est disputée par les huit équipes qualifiées, réparties en deux poules, dont les deux premiers participent à la Liguilla.
C'est le LDU Quito qui remporte la compétition après avoir devancé d'un seul point le tenant du titre, Barcelona Sporting Club et le Club Sport Emelec. C'est le 4e titre de champion d'Équateur de l'histoire du club; le premier depuis 1975.

## Les clubs participants
| - Juventus Esmeraldas - Promu de Série B - Club Social y Deportivo Macara - Barcelona Sporting Club - Deportivo Quito - Club Sport Emelec - Club Deportivo El Nacional | - Club Deportivo Técnico Universitario - Club Deportivo Delfín - LDU Quito - Club Deportivo Filanbanco - Deportivo Cuenca - Sociedad Deportiva Aucas |

## Compétition

### Première phase
| Rang | Équipe                         | Pts | J  | G  | N | P  | Bp | Bc | Diff |
| ---- | ------------------------------ | --- | -- | -- | - | -- | -- | -- | ---- |
| 1    | Club Deportivo El Nacional     | 34  | 22 | 13 | 8 | 1  | 47 | 18 | +29  |
| 2    | Barcelona Sporting Club T      | 26  | 22 | 11 | 4 | 7  | 45 | 25 | +20  |
| 3    | Deportivo Quito                | 26  | 22 | 9  | 8 | 5  | 35 | 19 | +16  |
| 4    | Club Sport Emelec              | 25  | 22 | 10 | 5 | 7  | 27 | 18 | +9   |
| 5    | LDU Quito                      | 25  | 22 | 9  | 7 | 6  | 27 | 23 | +4   |
| 6    | Club Deportivo Delfín          | 23  | 22 | 8  | 7 | 7  | 25 | 24 | +1   |
| 7    | Deportivo Cuenca               | 22  | 22 | 7  | 8 | 7  | 31 | 28 | +3   |
| 8    | CDT Universitario              | 22  | 22 | 10 | 2 | 10 | 28 | 30 | -2   |
| 9    | Club Deportivo Filanbanco      | 20  | 22 | 6  | 8 | 8  | 21 | 25 | -4   |
| 10   | Sociedad Deportiva Aucas       | 18  | 22 | 6  | 6 | 10 | 28 | 38 | -10  |
| 11   | Club Social y Deportivo Macara | 16  | 22 | 6  | 4 | 12 | 19 | 43 | -24  |
| 12   | Juventus Esmeraldas P          | 7   | 22 | 2  | 3 | 17 | 16 | 58 | -42  |

|  | Qualification pour la troisième phase    |
|  | Participation à la poule de relégation   |
|  | Relégation en Série B                    |
|  | T : Tenant du titre P : Promu de Série B |

### Deuxième phase
Juventus Esmeraldas est relégué en Série B et remplacé par le CDU Católica del Ecuador, champion de deuxième division.

#### Groupe 1
| Rang | Équipe                         | Pts | J  | G | N | P | Bp | Bc | Diff |
| ---- | ------------------------------ | --- | -- | - | - | - | -- | -- | ---- |
| 1    | Deportivo Quito                | 17  | 10 | 7 | 3 | 0 | 19 | 5  | +14  |
| 2    | Club Deportivo El Nacional     | 15  | 10 | 6 | 3 | 1 | 14 | 6  | +8   |
| 3    | Club Deportivo Filanbanco      | 9   | 10 | 3 | 3 | 4 | 15 | 13 | +2   |
| 4    | Deportivo Cuenca               | 9   | 10 | 3 | 3 | 4 | 7  | 12 | -5   |
| 5    | LDU Quito                      | 5   | 10 | 1 | 3 | 6 | 10 | 16 | -6   |
| 6    | Club Social y Deportivo Macara | 5   | 10 | 1 | 3 | 6 | 7  | 20 | -13  |

|  | Qualification pour la troisième phase |

#### Groupe 2
| Rang | Équipe                     | Pts | J  | G | N | P | Bp | Bc | Diff |
| ---- | -------------------------- | --- | -- | - | - | - | -- | -- | ---- |
| 1    | CDU Católica del Ecuador P | 14  | 10 | 4 | 6 | 0 | 13 | 5  | +8   |
| 2    | Club Sport Emelec          | 12  | 10 | 5 | 2 | 3 | 18 | 8  | +10  |
| 3    | Sociedad Deportiva Aucas   | 9   | 10 | 3 | 3 | 4 | 15 | 29 | -14  |
| 4    | CDT Universitario -2       | 8   | 10 | 4 | 2 | 4 | 11 | 13 | -2   |
| 5    | Club Deportivo Delfín      | 8   | 10 | 2 | 4 | 4 | 8  | 11 | -3   |
| 6    | Barcelona Sporting Club T  | 7   | 10 | 2 | 3 | 5 | 12 | 21 | -9   |

|  | Qualification pour la troisième phase    |
|  | T : Tenant du titre P : Promu de Série B |

- CDT Universitario est pénalisé de deux points pour une raison indéterminée.

### Troisième phase
Les deux premiers à l'issue de la première phase reçoivent un bonus d'un point, les 3e et 4e un bonus d'un demi-point. Les leaders des poules de la deuxième phase reçoivent un bonus d'un demi-point, leurs dauphins un bonus d'un demi-point. Cependant, le Barcelona Sporting Club perd son bonus acquis lors de la première phase, à cause de sa dernière place en poule de deuxième phase.

#### Groupe 1
| Rang | Équipe                          | Pts | J | G | N | P | Bp | Bc | Diff |  | Résultats (▼ dom., ► ext.)      | ElN | LDU | DQu | DCu |
| ---- | ------------------------------- | --- | - | - | - | - | -- | -- | ---- |  | ------------------------------- | --- | --- | --- | --- |
| 1    | Club Deportivo El Nacional +1.5 | 9.5 | 6 | 2 | 4 | 0 | 9  | 6  | +3   |  | Club Deportivo El Nacional +1.5 |     | 3-3 | 1-1 | 3-1 |
| 2    | LDU Quito                       | 7   | 6 | 2 | 3 | 1 | 13 | 8  | +5   |  | LDU Quito                       | 0-1 |     | 2-2 | 1-1 |
| 3    | Deportivo Quito +1.5            | 6.5 | 6 | 1 | 3 | 2 | 8  | 12 | -4   |  | Deportivo Quito +1.5            | 1-1 | 1-5 |     | 2-1 |
| 4    | Deportivo Cuenca                | 4   | 6 | 1 | 2 | 3 | 5  | 9  | -4   |  | Deportivo Cuenca                | 0-0 | 0-2 | 2-1 |     |

|  | Qualification pour la Liguilla |

#### Groupe 2
| Rang | Équipe                          | Pts | J | G | N | P | Bp | Bc | Diff |  | Résultats (▼ dom., ► ext.)      | Eme | Bar | Del | Cat |
| ---- | ------------------------------- | --- | - | - | - | - | -- | -- | ---- |  | ------------------------------- | --- | --- | --- | --- |
| 1    | Club Sport Emelec +1            | 9   | 6 | 3 | 2 | 1 | 8  | 5  | +3   |  | Club Sport Emelec +1            |     | 3-4 | 1-0 | 0-0 |
| 2    | Barcelona Sporting Club T       | 8   | 6 | 3 | 2 | 1 | 9  | 5  | +4   |  | Barcelona Sporting Club T       | 0-1 |     | 1-0 | 3-0 |
| 3    | Club Deportivo Delfín           | 5   | 6 | 2 | 1 | 3 | 4  | 5  | -1   |  | Club Deportivo Delfín           | 1-3 | 0-0 |     | 2-0 |
| 4    | CDU Católica del Ecuador 'P' +1 | 4   | 6 | 0 | 3 | 3 | 1  | 7  | -6   |  | CDU Católica del Ecuador 'P' +1 | 0-0 | 1-1 | 0-1 |     |

|  | Qualification pour la Liguilla           |
|  | T : Tenant du titre P : Promu de Série B |

#### Poule de relégation
Les 10e et 11e à l'issue de la première phase reçoivent un malus d'un demi-point, Macara reçoit un autre malus d'un demi-point car il a obtenu le plus faible total de points de l'ensemble de la seconde phase.
| Rang | Équipe                        | Pts | J | G | N | P | Bp | Bc | Diff |  | Résultats (▼ dom., ► ext.)    | Fil | CDT | Mac | Auc |
| ---- | ----------------------------- | --- | - | - | - | - | -- | -- | ---- |  | ----------------------------- | --- | --- | --- | --- |
| 1    | Club Deportivo Filanbanco     | 9   | 6 | 4 | 1 | 1 | 12 | 5  | +7   |  | Club Deportivo Filanbanco     |     | 2-0 | 2-1 | 5-0 |
| 2    | CDT Universitario             | 7   | 6 | 3 | 1 | 2 | 5  | 4  | +1   |  | CDT Universitario             | 2-0 |     | 0-1 | 1-0 |
| 3    | CSD Macara -1                 | 6   | 6 | 3 | 1 | 2 | 6  | 3  | +3   |  | CSD Macara -1                 | 0-1 | 0-0 |     | 2-0 |
| 4    | Sociedad Deportiva Aucas -0.5 | 0.5 | 6 | 0 | 1 | 5 | 3  | 14 | -11  |  | Sociedad Deportiva Aucas -0.5 | 2-2 | 1-2 | 0-2 |     |

|  | Relégation directe en Série B |

### Liguilla
| Rang | Équipe                     | Pts | J | G | N | P | Bp | Bc | Diff |  | Résultats (▼ dom., ► ext.) | LDU | Bar | Eme | ElN |
| ---- | -------------------------- | --- | - | - | - | - | -- | -- | ---- |  | -------------------------- | --- | --- | --- | --- |
| 1    | LDU Quito                  | 7   | 6 | 3 | 1 | 2 | 7  | 9  | -2   |  | LDU Quito                  |     | 3-1 | 1-0 | 1-0 |
| 2    | Barcelona Sporting Club T  | 6   | 6 | 1 | 4 | 1 | 10 | 8  | +2   |  | Barcelona Sporting Club T  | 4-0 |     | 1-1 | 2-2 |
| 3    | Club Sport Emelec          | 6   | 6 | 2 | 2 | 2 | 6  | 9  | -3   |  | Club Sport Emelec          | 2-0 | 1-1 |     | 1-0 |
| 4    | Club Deportivo El Nacional | 5   | 6 | 1 | 3 | 2 | 11 | 8  | +3   |  | Club Deportivo El Nacional | 2-2 | 1-1 | 6-1 |     |

|  | Qualification pour la Copa Libertadores 1991 |
|  | T : Tenant du titre                          |

#### Barrage pour la Copa Libertadores
Les clubs de Barcelona Sporting Club et Club Sport Emelec, arrivés à égalité de points à la deuxième place, doivent disputer un barrage pour déterminer l'équipe qui accompagne le LDU Quito lors de la prochaine édition de la Copa Libertadores.
| Équipe 1          | Résultat | Équipe 2                | Aller | Retour |
| ----------------- | -------- | ----------------------- | ----- | ------ |
| Club Sport Emelec | 3 - 5    | Barcelona Sporting Club | 1 - 1 | 2 - 4  |

## Bilan de la saison
| Championnat d'Équateur de football 1990 |                          |
| Champion                                | LDU Quito (4e titre)     |
| Qualifications continentales            |                          |
| Copa Libertadores 1991                  | LDU Quito                |
| Copa Libertadores 1991                  | Barcelona Sporting Club  |
| Promotions et relégations               |                          |
| Promus en Série A                       | Juventus Esmeraldas      |
| Relégués en Série B                     | Sociedad Deportiva Aucas |